# 北京市第二十中学

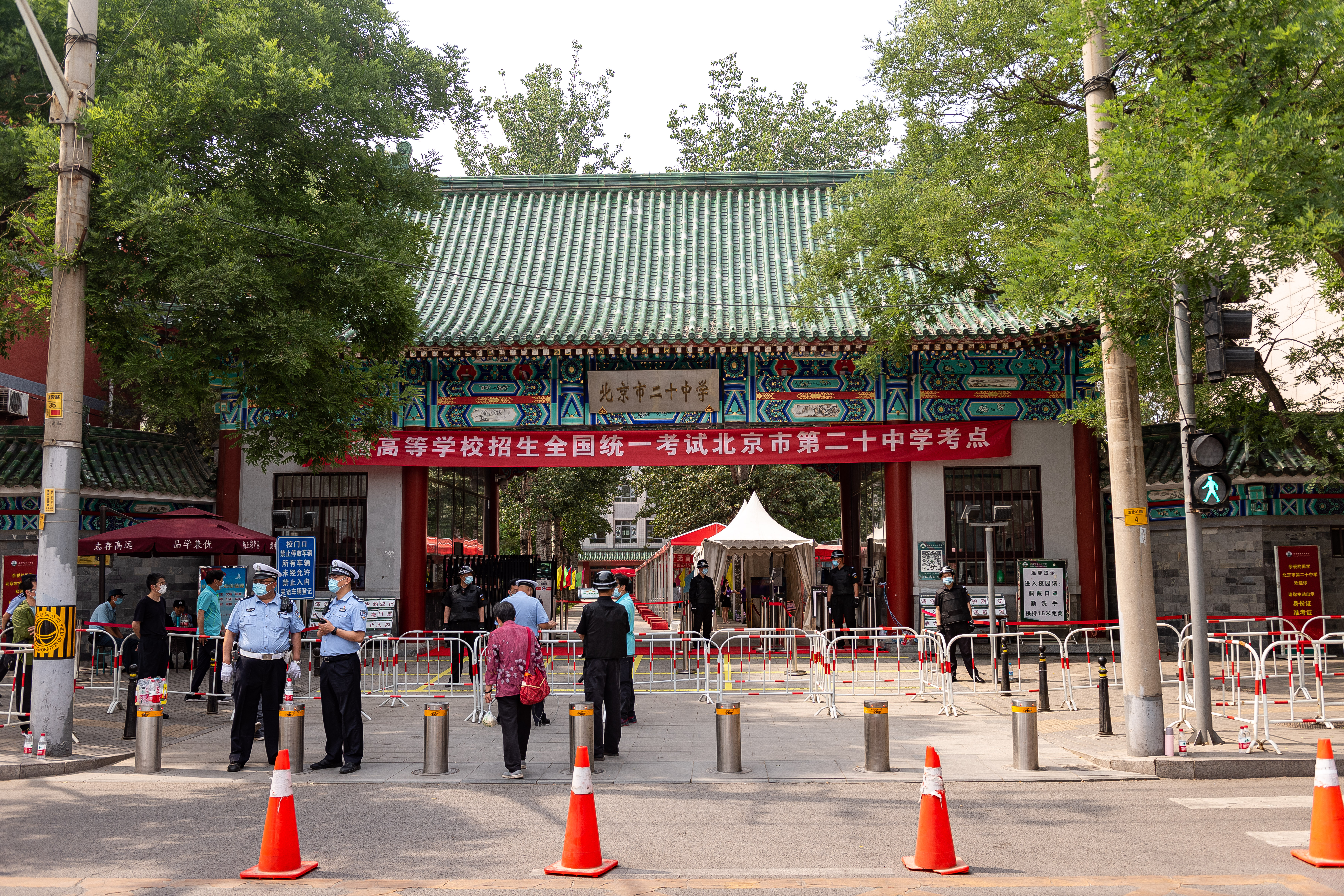
学校大门

北京市第二十中学是位于中国北京市海淀区清河街道的一所公立中学。学校由北京市海淀区教育委员会主管。 